# Alister Leat
Alister Seng Kym Leat (ur. 15 kwietnia 1985, zm. 3 lutego 2014) – nowozelandzki judoka.
Uczestnik mistrzostw świata w 2003, 2005 i 2013. Startował w Pucharze Świata w latach 2009-2014. Dwukrotnie na podium mistrzostw Wspólnoty Narodów. Zdobył sześć medali w latach mistrzostw Oceanii w 2004 - 2013. Mistrz kraju w 2003, 2005, 2006 i 2012 roku.
Jego brat Adrian Leat, także jest judoką. 